# Campionato europeo B di football americano Under-19 2023
Il campionato europeo B di football americano Under-19 2023 è stato la seconda edizione del campionato europeo di football americano di secondo livello per squadre nazionali maschili Under-19.

## Squadre partecipanti
| Pr. | Squadra       | Data di qualificazione | Qualificata in quanto                   | Ultima partecipazione |
| --- | ------------- | ---------------------- | --------------------------------------- | --------------------- |
| 1   | Francia       | 10 luglio 2022         | Quarta classificata all'Europeo A 2022  | Austria 2022          |
| 2   | Italia        | 9 luglio 2022          | Seconda classificata all'Europeo B 2022 | Italia 2022           |
| 3   | Gran Bretagna | 9 luglio 2022          | Terza classificata all'Europeo B 2022   | Italia 2022           |
| 4   | Germania      | 9 luglio 2022          | Prima classificata all'Europeo 2022     | Repubblica Ceca 2022  |

## Tabellone
|  | Semifinali | Semifinali    | Semifinali |        |    | Finale               | Finale               | Finale               |  |
|  |            |               |            |        |    |                      |                      |                      |  |
|  | 1          | Francia       | 12         |        |    |                      |                      |                      |  |
|  | 1          | Francia       | 12         |        |    |                      |                      |                      |  |
|  | 4          | Germania      | 28         |        |    |                      |                      |                      |  |
|  | 4          | Germania      | 28         |        | 4  | Germania             | 41                   |                      |  |
|  |            |               |            |        | 4  | Germania             | 41                   |                      |  |
|  |            |               | 3          | Italia | 12 |                      |                      |                      |  |
|  | 2          | Italia        | 3          | Italia | 12 | 34                   |                      |                      |  |
|  | 2          | Italia        |            |        |    | 34                   |                      |                      |  |
|  | 3          | Gran Bretagna | 0          |        |    | Finale 3º - 4º posto | Finale 3º - 4º posto | Finale 3º - 4º posto |  |
|  | 3          | Gran Bretagna | 0          |        |    |                      |                      |                      |  |
|  |            |               |            |        |    |                      |                      |                      |  |
|  |            |               |            |        |    | 4                    | Francia              | 21                   |  |
|  |            |               |            |        |    | 4                    | Francia              | 21                   |  |
|  |            |               |            |        |    | 2                    | Gran Bretagna        | 7                    |  |

## Risultati

### Semifinali
| Milano 8 aprile 2023, ore 21:00 | Italia | 34 – 0 referto | Gran Bretagna | Velodromo Maspes-Vigorelli |

| Talence 9 aprile 2023 | Francia | 12 – 28 | Germania | Stade Pierre-Paul Bernard |

### Finale 3º - 4º posto
| Coventry 15 settembre 2023 | Gran Bretagna | 7 – 21 | Francia | Butts Park Arena |

### Finale
| Schwäbisch Hall 17 settembre 2023 | Germania | 41 – 12 | Italia | Optima Sportpark |

## Verdetti
| Vincitore del campionato europeo B Under-19 2023 Germania (1º titolo) Gran Bretagna retrocessa nel Campionato europeo C di football americano Under-19 2024. |